# Eleição municipal do Crato em 1996
A eleição municipal de 1996 em Crato aconteceu em 3 de outubro de 1996, com o objetivo de eleger prefeito e vice-prefeito da cidade e membros da Câmara de Vereadores.
O prefeito titular era Antônio Brito, do PSDB. Quatro candidatos concorreram à prefeitura do Crato. Raimundo Bezerra, do PMDB, foi eleito com 40,98% dos votos.

## Candidatos
Nota: a tabela a seguir está organizada por ordem alfabética de candidatos.
| Prefeito(a)          | Prefeito(a) | Prefeito(a) | Vice-prefeito(a) | Coligação          | Nº |
| Candidato(a)         | Partido     | Partido     | Candidato(a)     | Coligação          | Nº |
| -------------------- | ----------- | ----------- | ---------------- | ------------------ | -- |
| Luiz Jairo Sampaio   |             | PSC         | Sem Informações  | (PSC / PFL / PSD)  | 20 |
| Walter Peixoto       |             | PPB         | Sem Informações  | Sem Coligação      | 11 |
| Raimundo Bezerra     |             | PMDB        | Moacir Siqueira  | (PMDB / PSDB)      | 15 |
| Ronald de Figueiredo |             | PT          | Sem Informações  | (PT / PSB / PCdoB) | 13 |

## Resultados

### Prefeito
| Partido | Partido | Candidato            | Votos  | Votos (%) |
| ------- | ------- | -------------------- | ------ | --------- |
|         | PMDB    | Raimundo Bezerra     | 17 329 | 40,98%    |
|         | PPB     | Walter Peixoto       | 15 363 | 36,33%    |
|         | PSC     | Luiz Jairo Sampaio   | 8 212  | 19,42%    |
|         | PT      | Ronald de Figueiredo | 1 387  | 3,28%     |
| Totais  | Totais  | Totais               | 42 291 |           |
| Fonte:  |         |                      |        |           |

### Vereadores eleitos
| Candidato(a)              | Partido | Votação     | Votação |
| Candidato(a)              | Partido | Porcentagem | Total   |
| ------------------------- | ------- | ----------- | ------- |
| Edmilson Ferreira         | PSDB    | 2,747%      | 1.086   |
| Antônio Leite             | PPB     | 2,451%      | 969     |
| Gilson Alves              | PL      | 2,423%      | 958     |
| Claudio Esmeraldo         | PSDB    | 2,362%      | 934     |
| Maurício Almeida Filho    | PPB     | 2,342%      | 926     |
| Valter Bezerra            | PMDB    | 2,299%      | 909     |
| Edvardo Ribeiro           | PSDB    | 2,117%      | 837     |
| Afonso Eufrásio           | PSDB    | 2,013%      | 796     |
| Darcio Luiz               | PPB     | 1,94%       | 767     |
| Edna Ferreira             | PMDB    | 1,93%       | 763     |
| Edson Pires Vilar         | PMDB    | 1,894%      | 749     |
| Francisco de Assis Aguiar | PSDB    | 1,783%      | 705     |
| Francisco Tavares         | PL      | 1,775%      | 702     |
| Francisco Teles           | PFL     | 1,748%      | 691     |
| Nadelson Lopes            | PL      | 1,692%      | 669     |
| Florisval Coriolano       | PDT     | 1,528%      | 604     |
| Ribamar Sampaio           | PFL     | 1,525%      | 603     |
| Ailton Esmeraldo          | PSD     | 1,515%      | 599     |
| Honorato Rodrigues        | PPB     | 1,424%      | 563     |
| Luiz Brandão              | PDT     | 1,27%       | 502     |
| Raimundo Amadeu           | PT      | 1,019%      | 403     |